# Паламар Святослав Ярославович
Святосла́в Яросла́вович Палама́р (нар. 10 жовтня 1982, Новий Розділ, Львівська область) — український військовослужбовець, підполковник, заступник командира 12 бригади спеціального призначення «Азов» Національної гвардії України. На війні на сході України з початку серпня 2014 року. Учасник оборони Маріуполя під час російського вторгнення в Україну. Герой України (2022).

## Життєпис
Народився в містечку поблизу Львова. Навчався у Львівському торговельно-економічному університеті, який закінчив після академічної відпустки, під час котрої служив у Збройних силах України. В 2024  закінчив Харківський національний університет внутрішніх справ психології. Працював комерційним директором одного з підприємств.
Учасник Помаранчевої революції та Революції Гідності. Має дружину, сина та дочку.

## Російське вторгнення в Україну (2022)
Святослав з перших днів російського вторгнення в Україну брав участь в обороні Маріуполя. З 1 березня 2022 року разом зі своїми побратимами з полку взятий в облогу, під час якої завдають відчутних втрат ворогу.
19 березня 2022 року під час щоденного відеозведення відхилив пропозицію Володимира Зеленського щодо відступу полку «Азов» з Маріуполя.
10 квітня 2022 року записав відеозвернення, в якому розповів про оборону Маріуполя, повідомивши, що понад два тижні ніхто не спілкується з представниками полку, звинуватив політиків у бездіяльности.
|  | Це пам'ятати про нас, пам'ятати вічно про Маріуполь, розказувати про це, але це місто-мученик. Це місто-борець. І ми не в минулому, ми в теперішньому. Це коли ти читаєш про себе зі скорботою, а ти ще є. Ти ще живеш надією, ти розумієш, що до тебе повинні прийти. І особливо ті люди, які вірні присязі, які знають, що Росію можна перемогти. |

20 квітня 2022 року опублікував відеозвернення, в котрому повідомив про готовність евакуюватися, разом із цивільними мешканцями, пораненими бійцями та тілами загиблих, із оточеного Маріуполя. Паламар вважає, що в Маріуполі Путін утилізовує російських військових, які чинили звірства на Київщині.
8 травня 2022 року взяв участь у пресконференції захисників «Азовсталі» для іноземних журналістів, де критикував владу за неналежну увагу до військових, які боронять Маріуполь та сприяють евакуації мирного населення з окупованого комбінату.
20 травня 2022 року за наказом вищого військового керівництва України здався у полон.
21 вересня 2022 року за посередництва президента Туреччини Реджепа Ердогана та спадкового принца Саудівської Аравії Мухаммеда ібн Салмана в рамках угоди щодо обміну військовополоненими та Віктора Медведчука, інтернований до Туреччини, щоб залишитися там до закінчення війни.
8 липня 2023 року повернений на територію України.

## Нагороди
- Звання Герой України з врученням ордена «Золота Зірка» (1 жовтня 2022) — за особисту мужність і героїзм, виявлені у захисті державного суверенітету та територіальної цілісності України, самовіддане служіння Українському народові, вірність військовій присязі[18][19];
- Орден Данила Галицького (17 квітня 2022) — за особисту мужність і самовіддані дії, виявлені у захисті державного суверенітету та територіальної цілісності України, вірність військовій присязі[20];
- Медаль «За військову службу Україні» (13 березня 2019) — за особисту мужність, виявлену у захисті державного суверенітету та територіальної цілісності України, самовіддане служіння Українському народу[21];
- Нагрудний знак «За доблесну службу»[джерело?];
- Нагрудний знак «Захиснику Маріуполя»[джерело?];
- Нагрудний знак «За відзнаку в службі»[джерело?];
- Почесна відзнака «За честь та гідність»[джерело?];
- Почесна відзнака «Військової школи ім. Євгена Коновальця» «Не ридать, а здобувать»[джерело?];
- Почесна грамота Верховної Ради України «За особливі заслуги перед Українським народом»[джерело?];
- Відзнака «Іменна вогнепальна зброя»[джерело?].